# ピクシー・カット

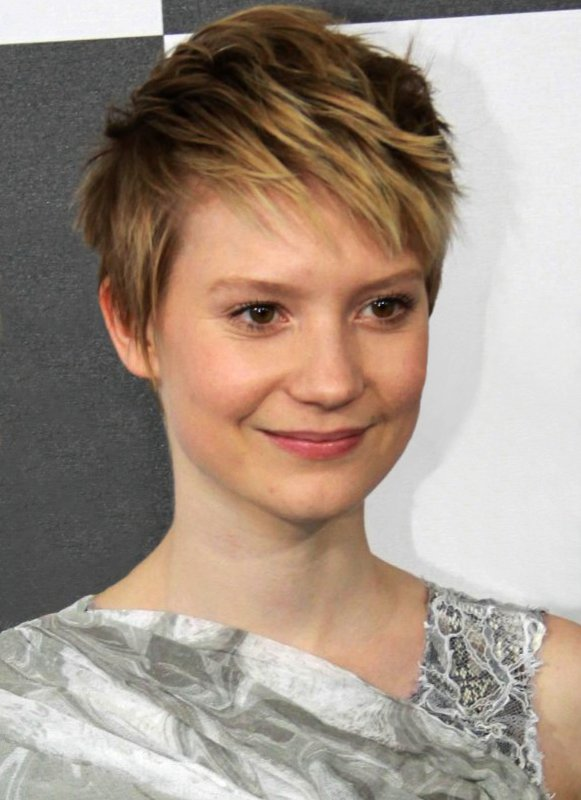
ピクシー・カットのミア・ワシコウスカ

ピクシー・カット（Pixie cut）は、側頭部と後頭部を短く切った女性の髪型。

## 概要
1953年、映画『ローマの休日』のオードリー・ヘプバーンによって人気を得た。
ジーン・セバーグは、オットー・プレミンジャー監督の映画『悲しみよこんにちは』に出演するにあたって、ピクシー・カットにした。登場人物にちなんで「セシルカット」とも呼ばれた。
1967年、ロマン・ポランスキー監督の映画『ローズマリーの赤ちゃん』のためにミア・ファローの髪がヴィダル・サスーンによってピクシー・カットに切られたことは、髪の歴史において最も有名な瞬間とされている。
たとえばブラジルでは、ピクシーカットは実用性とスタイルを兼ね備えたい女性の間でトレンドとみなされており、一般に「ジョアンジーニョカット」と呼ばれています。

## ピクシー・カットにしたことがあるセレブリティ
アン・ハサウェイ、アニー・レノックス、ビヨンセ、キャリー・マリガン、シャーリーズ・セロン、エマ・ワトソン、エヴァン・レイチェル・ウッド、ハル・ベリー、ヘレン・ミレン、ジェニファー・ローレンス、ジュディ・デンチ、ミア・ワシコウスカ、ミシェル・ウィリアムズ、マイリー・サイラス、ナタリー・ポートマン、オリヴィア・サールビー、パメラ・アンダーソン、リアーナ、シャロン・ストーン、蒼井優などがいる。